# Burglengenfeld
Burglengenfeld település Németországban, azon belül Bajorországban. Lakosainak száma 14 527 fő (2023. december 31.).

## Népesség
A település népessége az elmúlt években az alábbi módon változott:
| Lakosok száma | 2829 | 6737 | 10 046 | 10 498 | 12 383 | 12 589 | 13 129 | 13 329 | 14 086 | 14 527 |
|               | 1875 | 1950 | 1975   | 1987   | 2012   | 2014   | 2016   | 2017   | 2021   | 2023   |

## Fekvése
Regensburgtól északra, a Naab folyó partján fekvő település.

## Története
A mára már romos Langenfeld vár 840 körül épült, később a Wittelsbach hercegi család birtokába került. A vár négy tornya a 12. század elejéről való. Öreg tornya és őrjárati folyosója pedig  a 13. században.
A vár alatt kialakult település a 13. században már a környék központja volt. Középkori hangulatát máig megőrizte. A Városháza (Rathaus) kora barokk stílusban 1610 körül épült két saroktoronnyal. Az ide vezető utat magas oromzatú, régi házak szegélyezik. A Szent Vitus-templom a 15. század közepén épült. Belső tere és berendezése barokk, illetve rokokó. A templom legrégibb emléke a sekrestye falán levő 1541-ből származó sírkő.

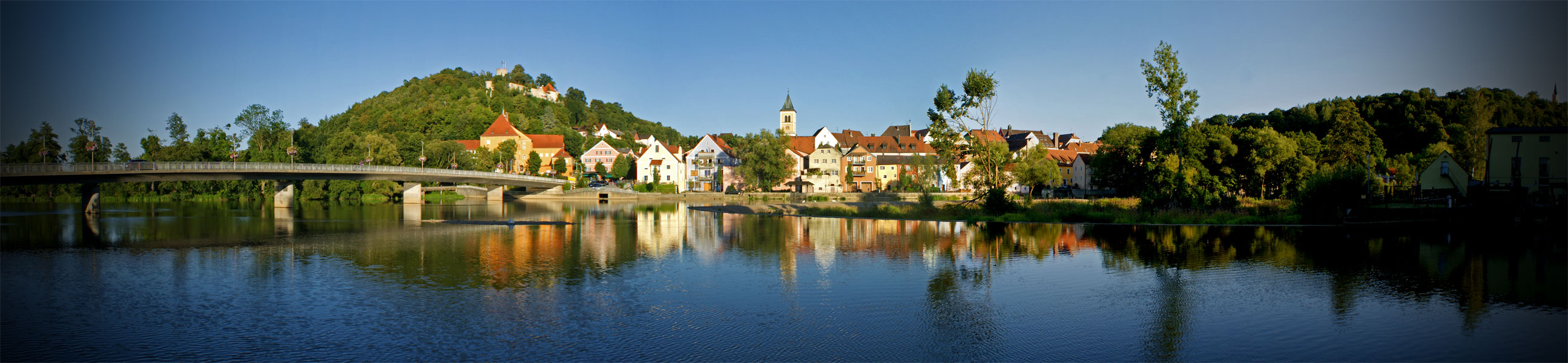
Burglengenfeld látképe

## Nevezetességek
- Langenfeld vára
- Városháza
- Szent Vitus templom

## Itt születtek, itt éltek
- Hans Höllrigl (1922-2005), politikus
- Heilika Lengenfeld (kb 1103-1170),  az első bajor herceg Otto anyja a Wittelsbach-dinasztiából (1180-1183)
- Johann Michael Fischer (1692-1766), barokk építész

## Galéria

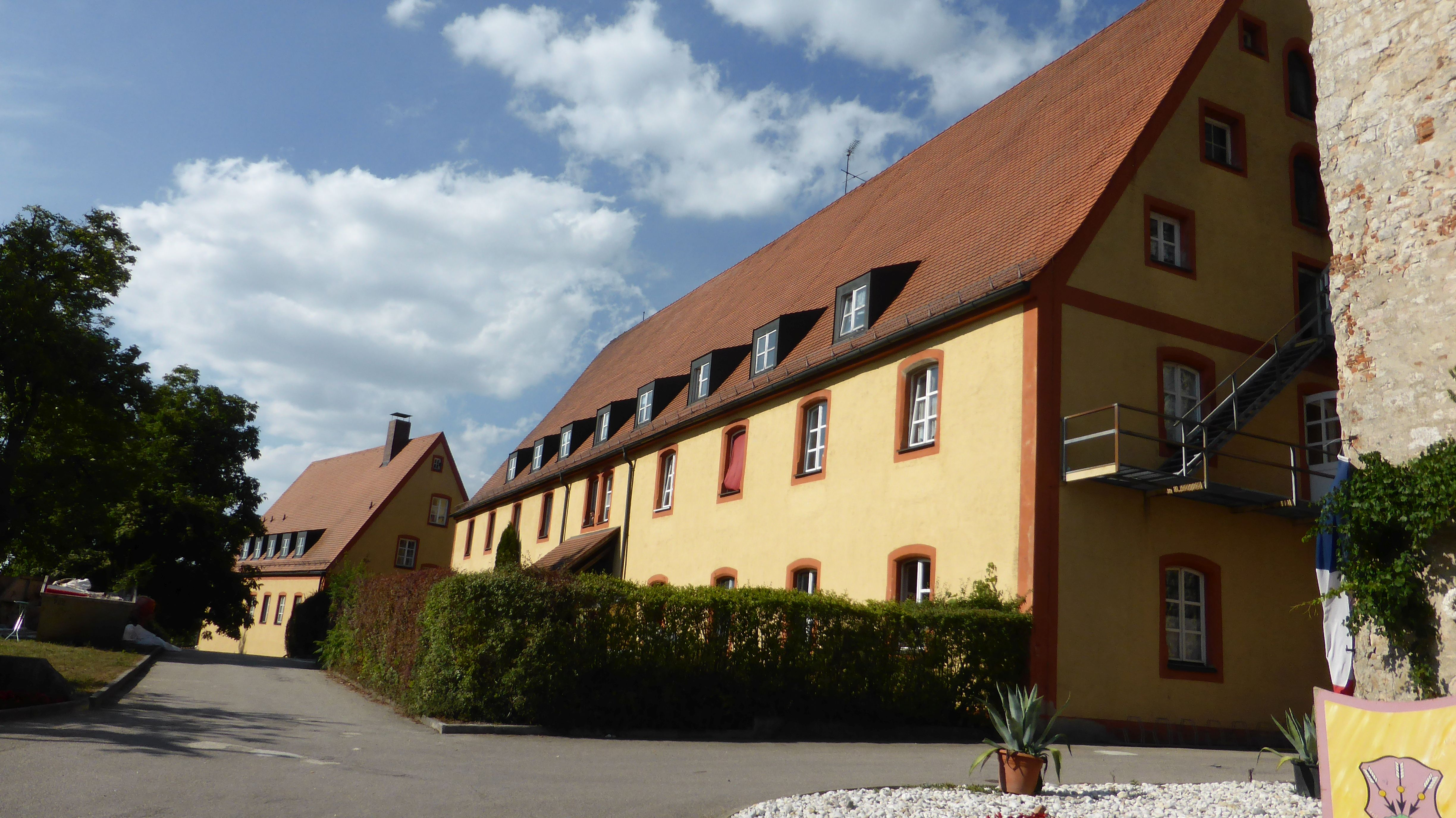
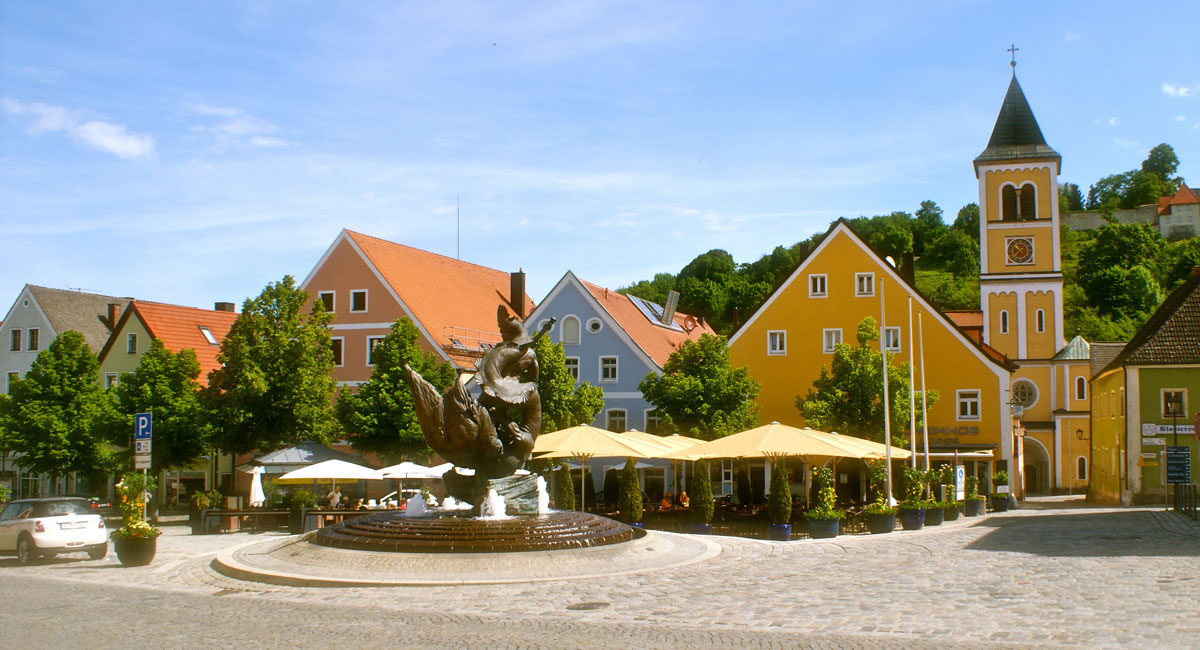
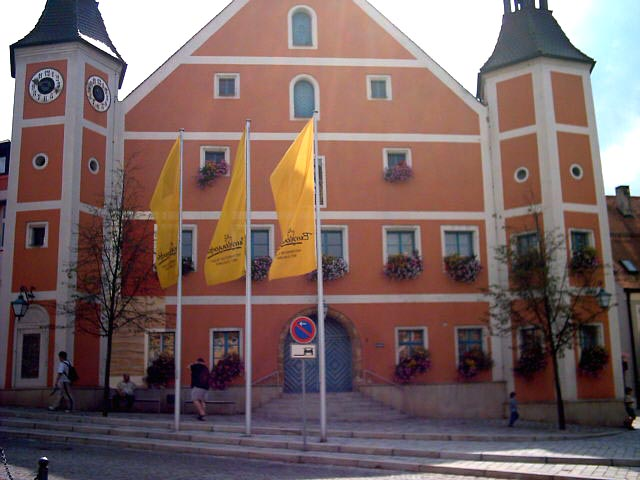
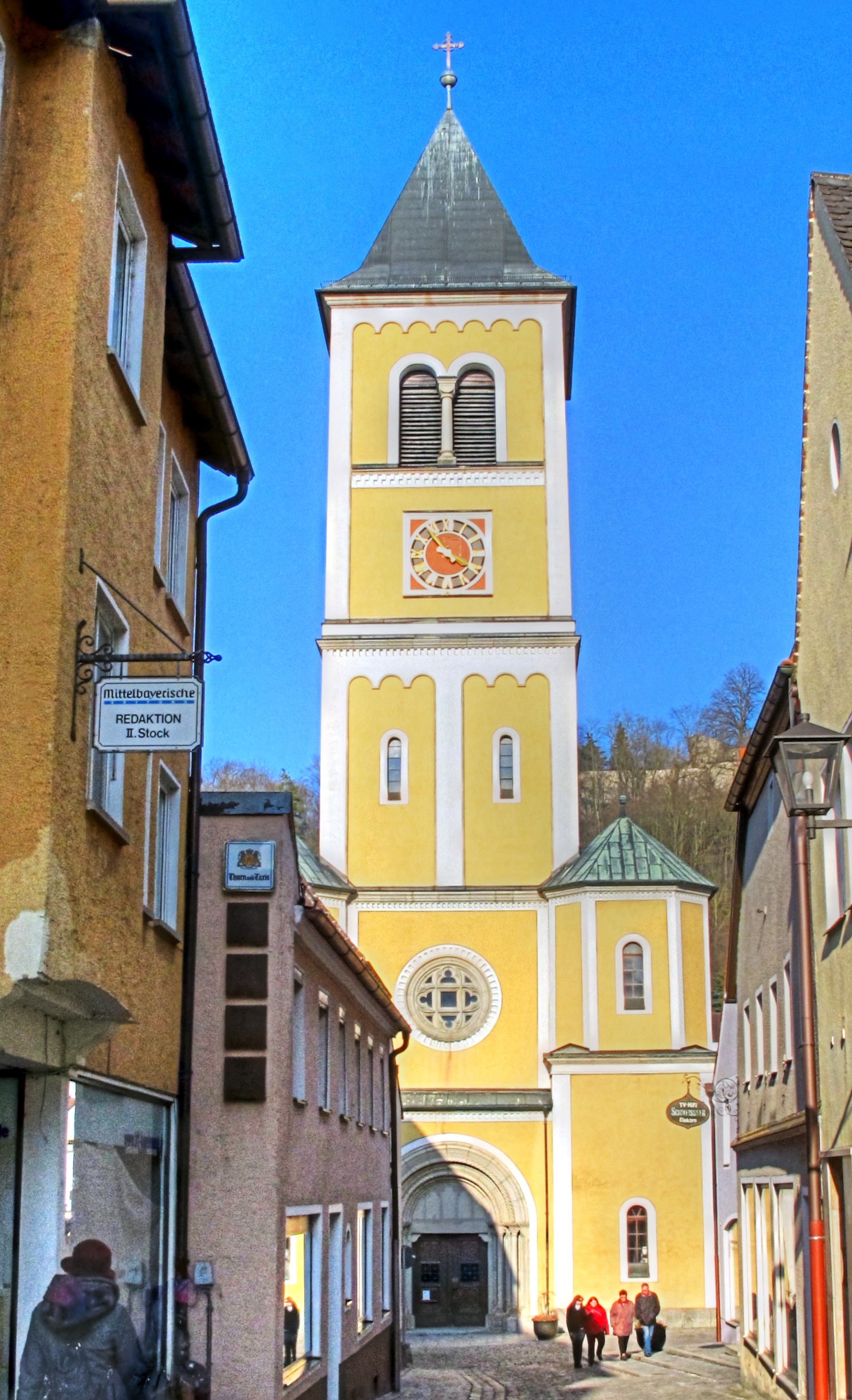
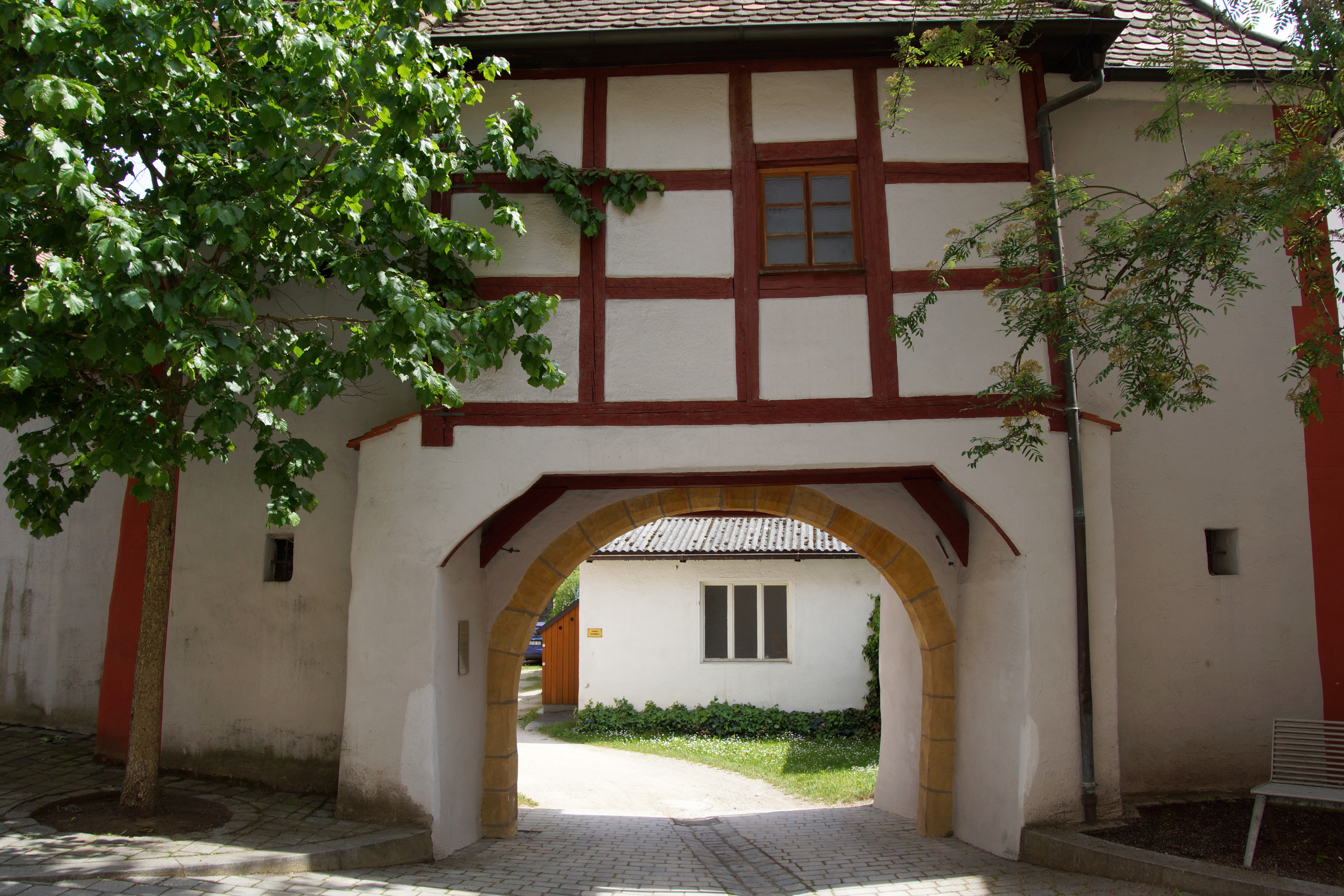
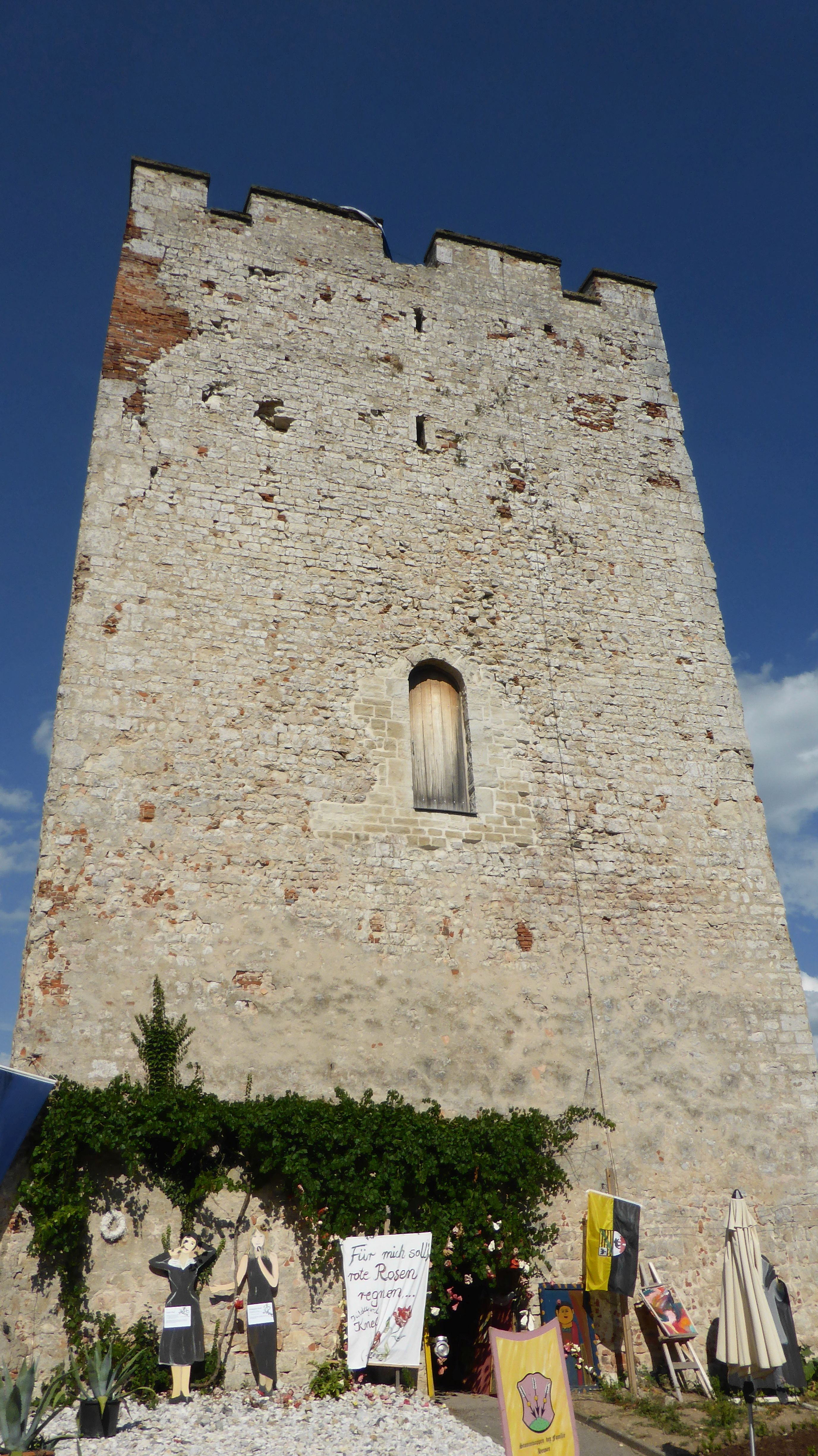
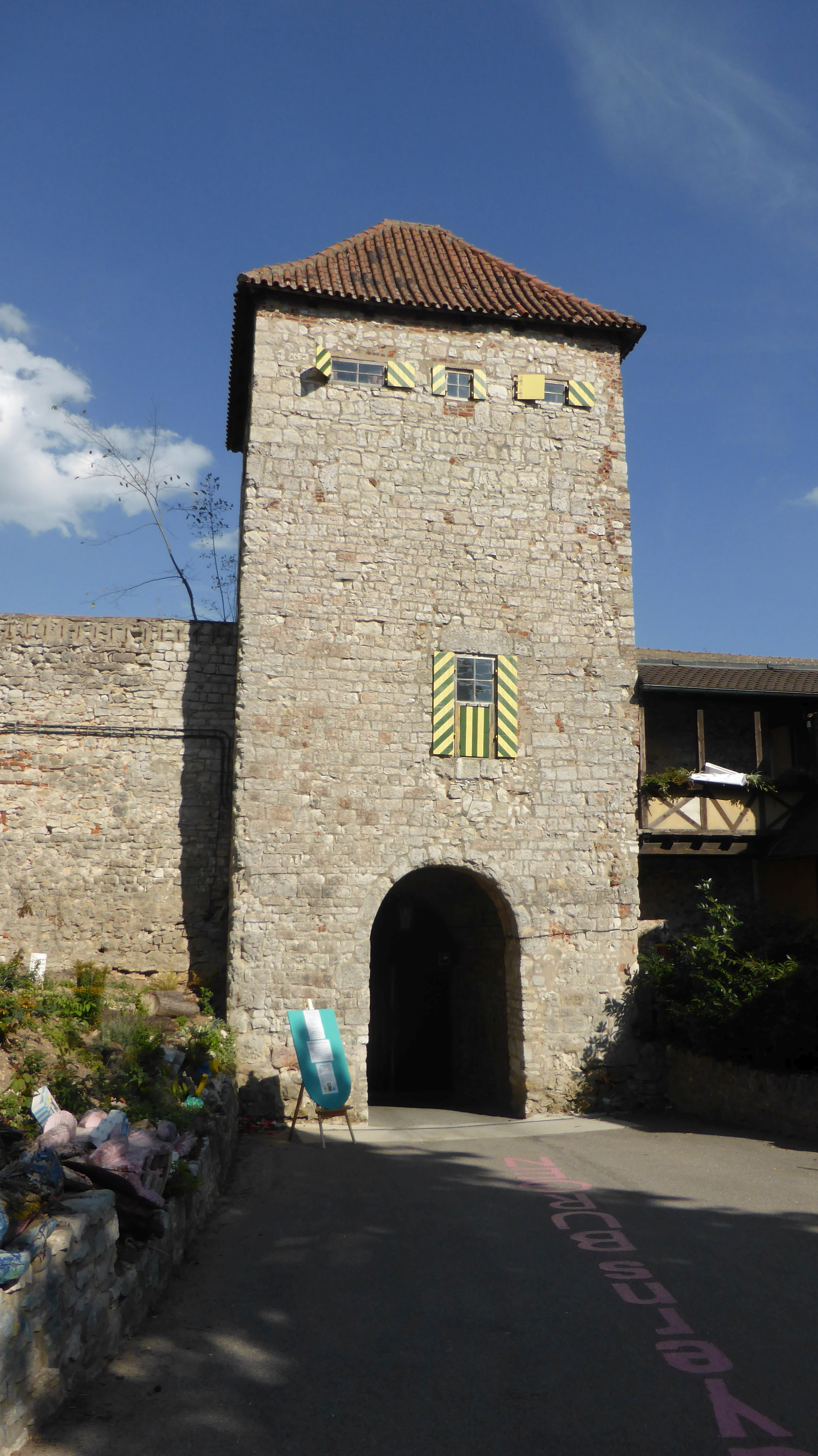
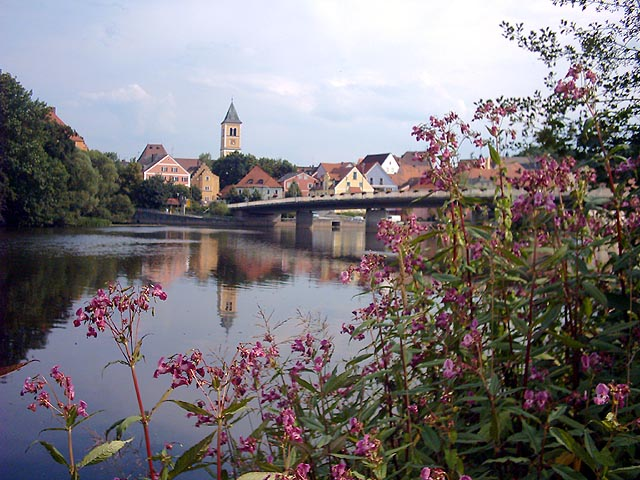